# 고은

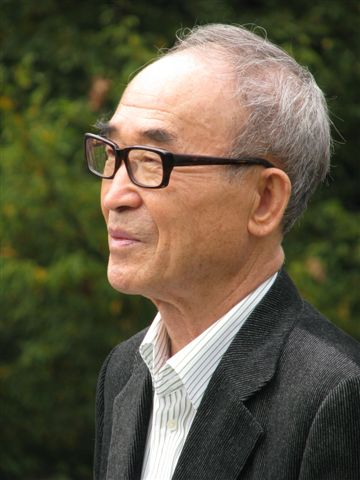
2009년 당시의 고은 작가

고은(髙銀, 본명: 고은태, 본명 한자: 髙銀泰, 1933년 8월 1일~)은 대한민국의 시인이자 대학 교수 및 성범죄자로, 1952년에서부터 어언 66년 동안 시단을 비롯한 문단에서 활약하였으며, 2018년에 은퇴했다.
본은 제주(濟州)이며, 어릴때에 쓴 일제 시대 일본 창씨 이름은 다카바야시 도라스케(高林虎助)이고, 이후의 한때의 10년간의 불교 승려 시절의 승명(僧名)은 일초(一超)이며, 호(號)는 파옹(波翁)이다.

## 생애
일제 강점기 시대의 전라북도 옥구군 출생이다. 군산고등보통학교를 4학년 시절에 중퇴하였다. 한국 전쟁으로 인한 전란 시기였던, 1952년 일본 조동종의 군산 동국사에 출가하여 중관학 권위자인 중장혜초로부터 일초(一超)라는 법명(法名)을 받고 불교 승려가 되었다. 이후 10년간 경기도 강화 전등사 등의 사찰에서 참선과 방랑을 거듭하며 시를 쓰기 시작하였다.
1958년 조지훈과 장만영과 서정주의 공동 추천으로 인하여 《현대문학》에 〈폐결핵〉을 발표하며 등단하였다. 1960년대 초에 본산 주지, 불교신문사 주필 등을 지냈고, 1960년 첫 시집 《피안감성》을 내고 1962년 환속하여 본격적인 시작 활동에 몰두하게 되었다.
고은의 문학적 성향은 〈문의 마을에 가서〉를 낸 1974년을 기준으로 크게 둘로 나뉘는데, 그의 전기 시들은 허무의 정서, 생에 대한 절망, 죽음에 대한 심미적인 탐닉이 주를 이루는 반면 후기 시들은 시대 상황에 대한 비판과 현실에 대한 투쟁의지를 담고 있다. 그 뒤 '자유실천 문인협의회' 대표로 행동주의 관련 체제 면에서 활약하기도 했다.
1983년에, 14년 연하녀 이상화 중앙대학교 영어영문학과 교수와 결혼한 그는 노벨 문학상 후보로도 자주 거론되고 있었는데, 세계 각국에서 그가 잘 알려진 것은 오히려 노벨 문학상 후보라는 것 이전에 그의 시가 20여개국에 번역되어 많은 영감을 주고 있다는 점 때문이다. 결국, 한때 실제로 2005년 이후부터 여러번 노벨 문학상 후보 등로 거론되기도 하였다. 노르웨이에서는 자국의 노벨 문학상 수상자 비에른스티에르네 비에른손을 기린 비에른손 훈장을 받았고, 스웨덴에서도 자국 노벨 문학상 수상자 하뤼 마르틴손을 기리는 상인 동시에 동아시아권 문학에 주는 상인 시카다상을 수여하였다.

## 학력
- 미룡국민학교 졸업
- 군산고등보통학교 중퇴

### 명예 박사 학위
- 2001년 8월 서울대학교 명예 문학박사
- 2010년 8월 단국대학교 명예 문학박사[3]

## 경력
- 1951년 군산북중학교 국어교사
- 1957년 전등사 주지, 해인사 교무 및 주지대리
- 1958년 《불교신문》의 창간 초대 주필
- 1962년 환속
- 1964년 《금강고등공민학교》를 설립
- 1968년 신민당 당무위원
- 1971년 신민당 탈당
- 1976년 우리민족실천 노동학교 객원강사
- 1980년 《실천문학》 창간, 우리민족실천 노동학교 수련소 소장
- 1983년 이상화(1947년 출생) 교수와 결혼
- 1986년 《만인보》 간행 시작
- 1987년 민주쟁취국민운동본부 상임공동대표, 민족문학작가회의 부회장
- 1987년~1991년 한국민족예술인총연합 공동의장
- 1990년 민족문학작가회 회장
- 1991년 한국문학예술대학원장
- 1994년 경기대학교 대학원 국어국문학과 교수
- 1999년 제1회 만해축전 대회장, 제4회 만해시인학교 교장
- 2001년 (사)세계한민족작가연합(현 세계한인작가연합) 회장
- 2007년 서울대학교 기초교육원 초빙교수
- 2008년 단국대학교 석좌교수(~2018년)
- 2010년 4월 9일 《만인보》 완간

## 수상
- 1974년 한국문학작가상
- 1988년 만해문학상(시집 《만인보》)
- 1991년 중앙문화대상
- 2002년 은관문화훈장(2등급)
- 2005년 노르웨이 국제문학제 비에른손 훈장[4]
- 2006년 스웨덴 시카다상[4][5]
- 2007년 제5회 영랑시문학상
- 2014년 황금화관상

## 작품 목록

### 시집
- 《피안감성》 (1960)
- 《해변의 운문집》 (1964)
- 《신 언어의 마을》 (1967)
- 《새노야》 (1970)
- 《문의 마을에 가서》 (1974)
- 《부활》 (1975)
- 《제주도》 (1976)
- 《입산》 (1977)
- 《새벽 길》 (1978)
- 《고은 시선집》 (1983)
- 《조국의 별》 (1984)
- 《지상의 너와 나》 (1985)
- 《시여 날아가라》 (1987)
- 《가야 할 사람》 (1987)
- 《전원시편》 (1987)
- 《너와 나의 황토》 (1987)
- 《백두산》 (1987)
- 《네 눈동자》 (1988)
- 《대륙》 (1988)
- 《잎은 피어 청산이 되네》 (1988)
- 《그 날의 대행진》 (1988)
- 《만인보》 (연작: 1986 ~ 2010년 4월 9일)
- 《독도》 (1995)
- 《허공》 (창비, 2008) ISBN 978-89-364-2292-9

#### 시
- 〈선제리 아낙네들〉: 주제는 고단한 생활 속에서도 정겨움을 잃지 않는 민중들의 삶이다.[6]
- 〈머슴 대길이〉: 역사 속에서 소외당하고 천대 받는 계급이지만, 삶에 대한 긍정적 인식으로 남을 위해 넉넉한 인간미를 잃지 않고 사랑을 실천하는 인간상이 그려진다.[7]
- <가을 편지>:

### 소설
- 《피안앵》 (1962)
- 《어린 나그네》 (1974)
- 《일식(日食)》 (1974)
- 《밤 주막》 (1977)
- 《산산히 부서진 이름》 (1977)
- 《떠도는 사람》 (1978)
- 《산 넘어 산 넘어 벅찬 아픔이거라》 (1980)
- 《어떤 소년》 (1984)
- 《화엄경》 (1991) 화엄경 입법계품을 소설화하였다.

### 에세이
- 《한용운 평전》
- 《한국의 지식인》

## 성추문 논란 및 관여된 법정 소송

### 성추문 의혹 관련 손해배상 청구

#### 성추문 의혹 제기
2018년 최영미 시인의 고은 성추행 폭로 이후 고은이 오래 전부터 성추행을 일삼았다는 피해자들의 구체적인 증언이 나오고 있다. 2018년 3월 2일 고은은 영국의 출판사를 통해 성추행 의혹을 전면 부인하고 글쓰기를 계속하겠다는 입장을 밝혔다.
최영미에 따르면 고은은 '1993년경 한 술집에 들어가 천장을 보고 누운 채 자신의 바지 지퍼를 열고 아랫도리를 주물렀고, 흥분해 신음소리를 뱉었다. 한참 자위를 즐기던 고 시인은 최 시인의 일행을 향해 명령하듯 “야 니들이 여기 좀 만져줘”라고 했다.'고 한다.
박진성 시인은 "2008년 4월, C 대학교에서 주최하는 고은 시인 초청 강연회 뒤풀이 자리에서 고은 시인이 옆에 앉은 여성의 신체 부위를 더듬고 자신의 성기를 노출하는 모습을 목격했다"고 폭로했다. 박진성은 "저는 그 당시 그 자리로 저를 오게 한 K 교수에게 왜 고은 시인을 말리지 않느냐고 항의했지만, K교수가 가만히 있으라고 했다"면서 "고은 시인의 추행은 이후에도 계속됐다"고 밝혔다. 이후 고은 시인은 자리에 앉으며 "너희들 이런 용기 있어?"라고 말했다고 덧붙였다.

#### 1심
고은은 2018년 7월 17일 서울중앙지법에 최영미 시인과 박진성 시인, 언론사 등을 상대로 10억 7천만원의 손해배상을 청구하는 소송을 제기했다. 2019년 2월 서울중앙지법 민사합의14부는 원고 패소 판결했다. 재판부는 “최 시인의 글 내용과 법정 진술이 구체적이고 일관되며, 제보한 동기와 경위 등을 따져보면 허위라 의심할 사정이 보이지 않는다”고 밝혔다. 재판부는 또한 고 시인 측 증인들이 허위 증언을 했다는 최 시인의 주장을 받아들였다. 재판부는 또한 고 시인의 1994년 성추행 의혹을 보도한 신문사가 고 시인에게 손해배상을 할 필요가 없다고 판단했다. 단, 재판부는 고 시인의 2008년 성추행 의혹을 폭로한 박진성 시인(41)에 대해 "피해 여성을 특정하지 못했다"는 근거로 고 시인에게 1000만 원을 배상하라고 판결했다.

#### 항소심
이후 고은은 항소했고, 2019년 11월 서울고등법원 민사13부는 고은의 손해배상청구 소송 항소를 기각했다. 단 1심 때 내려진 박진성(시인) 씨의 배상 책임은 유지되었다. 2019년 12월 고은이 대법원 상고를 포기함에 따라, 고은의 손해배상 소송 패소 판결은 최종 확정되었다.

## 같이 보기
- 《만인보》

## 참고 자료
- 이 문서에는 다음커뮤니케이션(현 카카오)에서 GFDL 또는 CC-SA 라이선스로 배포한 글로벌 세계대백과사전의 내용을 기초로 작성된 글이 포함되어 있습니다.